# 1140-й гвардейский артиллерийский полк
1140-й гвардейский артиллерийский ордена Суворова дважды Краснознамённый полк — тактическое формирование Воздушно-десантных войск Российской Федерации. Находится в составе 76-й гвардейской десантно-штурмовой дивизии.
Условное наименование — Воинская часть № 45377 (в/ч 45377). Сокращённое наименование — 1140 гв. ап.

## История
Свою летопись полк ведет с 17 ноября 1918 года, когда на базе отдельного дивизиона тяжёлых гаубиц 22-й стрелковой Краснодарской дивизии был сформирован 22-й артиллерийский полк, который в 1919 году был переименован в 246-й артиллерийский полк. Этот день считается годовым праздником полка.
Полк принимал активное участие и в Гражданской войне с Российским государством. С осени 1918 по осень 1919 годов полк вёл бои с Уральскими белыми казаками, а с осени 1919 по 1920 годы вёл боевые действия на Дону, где в составе соединения освобождал город Екатеринодар, а затем оборонял побережье Азовского и Чёрного морей.
В годы Великой Отечественной войны полк в составе дивизии участвовал в Одесской обороне, Крымской операции, боях под Сталинградом, а также при освобождении Украины. А в 1943 году 422-й гаубичный артиллерийский полк был переименован в 154-й артиллерийский полк 76-й гвардейской стрелковой дивизии.
За образцовое выполнение заданий командования при овладении городом Торунь и проявленную при этом доблесть и мужество 5 мая 1945 года полк был награждён орденом Красного Знамени.
В 1946 году 154-й гвардейский пушечный артиллерийский Краснознаменный полк был переформирован в 154-й артиллерийский  полк. А уже в 1962 году полк был вновь переформирован и на базе 1-й, 2-й и 3-й батарей сформирован 1140-й гвардейский артиллерийский Краснознаменный полк.
23 февраля 1968 года за заслуги по защите Родины и успехи в боевой подготовке полк был награжден вторым орденом Красного Знамени. В 1967 году подразделения полка участвовали во многих учениях.
Полк также был награждён вымпелом Министра обороны СССР с формулировкой: «За мужество и воинскую доблесть».
В 1995—1996 годах личный состав принимал участие в Первой и Второй Чеченских кампаниях.
На сегодняшний день является одним из старейших артиллерийских полков Воздушно-десантных войск.